# Jan Vegter
Jan Vegter (* 29. März 1927 in Voorburg, Niederlande; † 2009 ebenda) war ein niederländischer Maler und Zeichner.

## Leben
Jan Vegter lebte in Voorburg bei Den Haag. Er studierte ab 1945 an der Königlichen Akademie in Den Haag u. a. bei dem Grafiker und Designer Willem Rozendaal (1899–1971). Sein Vater, ein Stofffabrikant und Großhändler, war mit dem Berufsziel des Sohnes nicht einverstanden. 1950 wurde Jan zunächst Handelsvertreter und dann Büroangestellter im väterlichen Unternehmen. Er verließ es 1960, um als Künstler zu leben. 1965 heiratete er Joke Scheurer. Bis 1999 arbeitete er als Zeichenlehrer. Danach widmete er sich ganz seiner eigenen Arbeit. Der Grafikdesigner, Illustrator und Comiczeichner Jaap Vegter war sein jüngerer Bruder.

## Werk
Jan Vegter wurde einer breiteren Öffentlichkeit durch die Zeichnungen mit dem Titel Meppel, Een raar Jaar (1939/40, ein seltsames Jahr), bekannt. Sie zeigen eine Auswahl aus einer Mappe von Zeichnungen, die er zwischen 1990 und 1995 fertigte. Das vollständige Mappenwerk ist auf der Website des Melton Prior Institute for Reportage Drawing & Printing Culture zu sehen. Die Zeichnungen über seine Zeit in Meppel 1939/40 wurden im Historisch Centrum der Stiftung Oud Meppel (Niederlande), im Haus der Niederlande in Münster/Westfalen und in der Villa van Delden in Ahaus ausgestellt. Diese Erinnerungsbilder berichten über die Erlebnisse eines 12-jährigen Jungen während des Aufenthaltes der Familie Vegter in Meppel im Osten der Niederlande im Jahr 1939, wo sein Vater als Offizier stationiert war. Anlässlich der Ausstellung erschien eine Broschüre mit einem Text von Theo de Feyter.